# Calliclava pallida
Calliclava pallida é uma espécie de gastrópode do gênero Calliclava, pertencente a família Drilliidae.